# Darwinellidae
Darwinellidae is een familie van sponsdieren uit de klasse van de Demospongiae (gewone sponzen). 

## Geslachten
- Aplysilla Schulze, 1878
- Chelonaplysilla de Laubenfels, 1948
- Darwinella Müller, 1865
- Dendrilla Lendenfeld, 1883